# Oxyhaloa perspicua
Oxyhaloa perspicua är en kackerlacksart som beskrevs av Robert Walter Campbell Shelford 1908. Oxyhaloa perspicua ingår i släktet Oxyhaloa och familjen jättekackerlackor.
Artens utbredningsområde är Kamerun. Inga underarter finns listade i Catalogue of Life.